# 袁晋材
袁晋材（？—？），宋朝政治人物。
袁晋材曾于1062年接替聂仪仲任华亭县知县一职，1065年由胡定之接任。